# نیروی دریایی آب‌های سبز

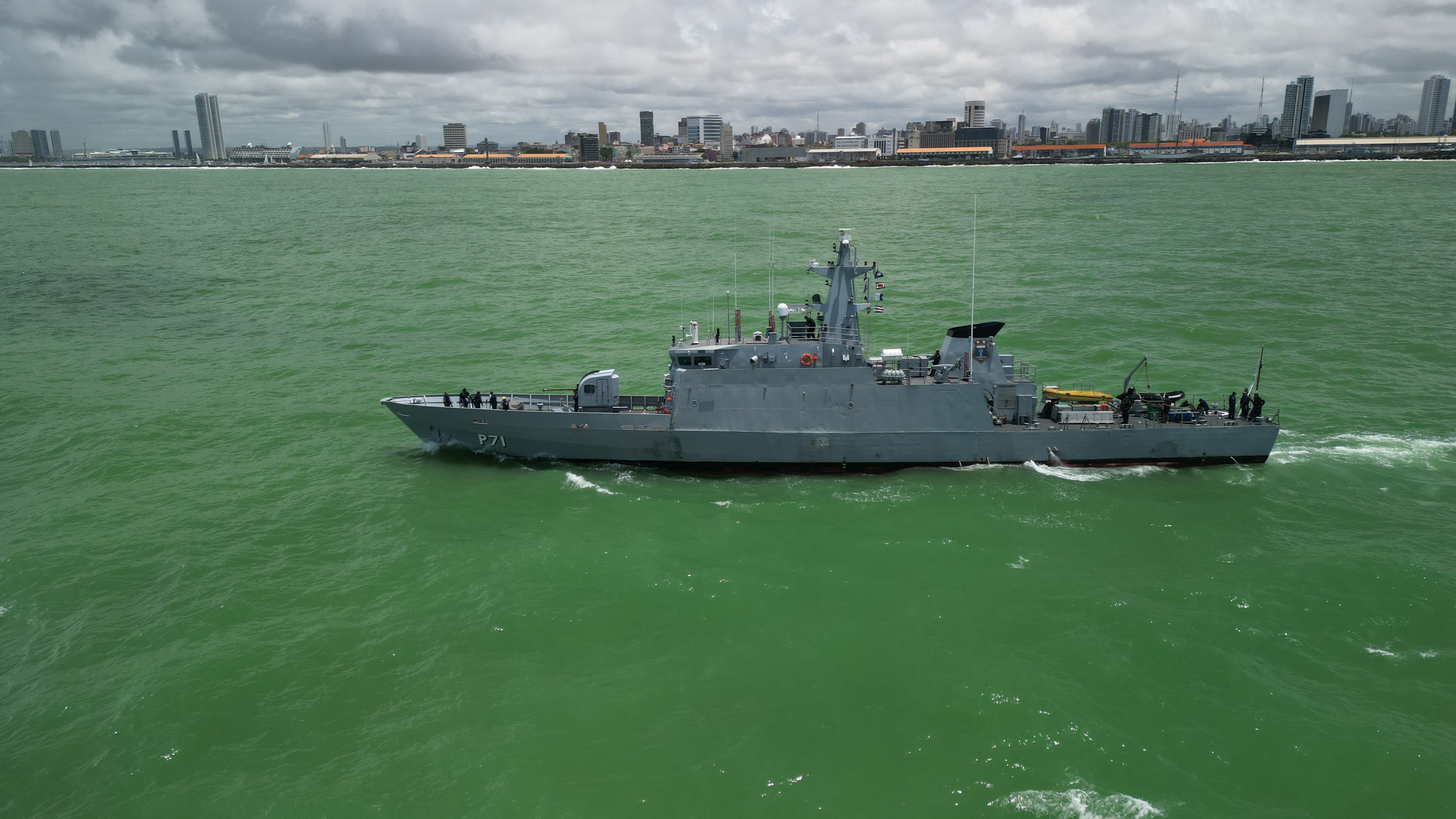
یک شناور گشتی کلاس ماکائه نیروی دریایی برزیل در نزدیکی ساحل

نیروی دریایی آب‌های سبز (انگلیسی: Green-water navy) گونه‌ای نیروی دریایی است که قادر به عملیات در مناطق ساحلی خود است و صلاحیت محدودی برای عملیات در دریاهای حاشیه‌ای اطراف دارد. این اصطلاح جدیدی است و برای تمایز بهتر و افزودن ظرافت بین دو توصیف قدیمی شامل؛ نیروی دریایی آب‌های آبی (آب‌های عمیق اقیانوس‌های آزاد) و نیروی دریایی آب‌های قهوه‌ای (آب‌های داخلی، پهنه ساحلی و دریاهای کم‌عمق) ایجاد شده است.
نیروی دریایی آب‌های سبز یک اصطلاح خارج از دکترین نظامی است، که بدون تعریف مشخص قانونی یا سیاسی، می‌توان از آن به روش‌های مختلفی استفاده کرد. این اصطلاح از نیروی دریایی ایالات متحده آمریکا سرچشمه گرفته است که از آن برای اشاره به بخشی از ناوگان خود که در عملیات تهاجمی در آب‌های ساحلی تخصص دارد، استفاده می‌کنند. امروزه چنین کشتی‌هایی برای جلوگیری از نابودی توسط قایق‌های تندرو ساحلی یا هواپیماهای زمینی به پنهان‌کاری یا سرعت متکی هستند.
نیروی دریایی ایالات متحده همچنین از این اصطلاح برای اشاره به مرحله اول گسترش نیروی دریایی چین به یک نیروی دریایی کامل آب‌های آبی استفاده کرده است. متعاقباً، نویسندگان دیگر آن را برای سایر نیروهای دریایی ملی که می‌توانند قدرت را به صورت محلی اعمال کنند اما نمی‌توانند بدون کمک سایر کشورها عملیات را در برده‌ای مختلف حفظ کنند، به کار برده‌اند. چنین نیروی دریایی معمولاً دارای کشتی‌های آبی-خاکی و گاهی اوقات ناوهای هواپیمابر کوچک است که می‌توانند توسط ناوشکن‌ها و ناوچه‌ها با پشتیبانی لجستیکی از تانکرها و سایر نیروهای کمکی اسکورت شوند.